# Prince Edward-sziget
Koordináták: é. sz. 46° 19′ 58″, ny. h. 63° 17′ 35″46.332778°N 63.293056°W
A Prince Edward-sziget (am. Eduárd herceg-sziget, rövidítve PEI vagy P.E.I., franciául Île-du-Prince-Édouard, skót gaelül Eilean a’ Phrionns vagy Eilean Eòin, míkmaqul Apekweit) sziget Észak-Amerika keleti partjainál, a Szent Lőrinc-öbölben, Kanada legkisebb tartománya. Fővárosa Charlottetown. Lakóit a kanadaiak gyakran „a szigetiek” néven emlegetik.
Egyike a kanadai tengeri tartományoknak (the Maritimes) és része az Atlanti Kanada régiónak.

## Neve
A sziget nevét Eduárd kenti és strathearni hercegről (1767–1820), Kent grófjáról, Viktória brit királynő édesapjáról kapta.

## Földrajz

A Prince Edward-sziget domborzati térképe

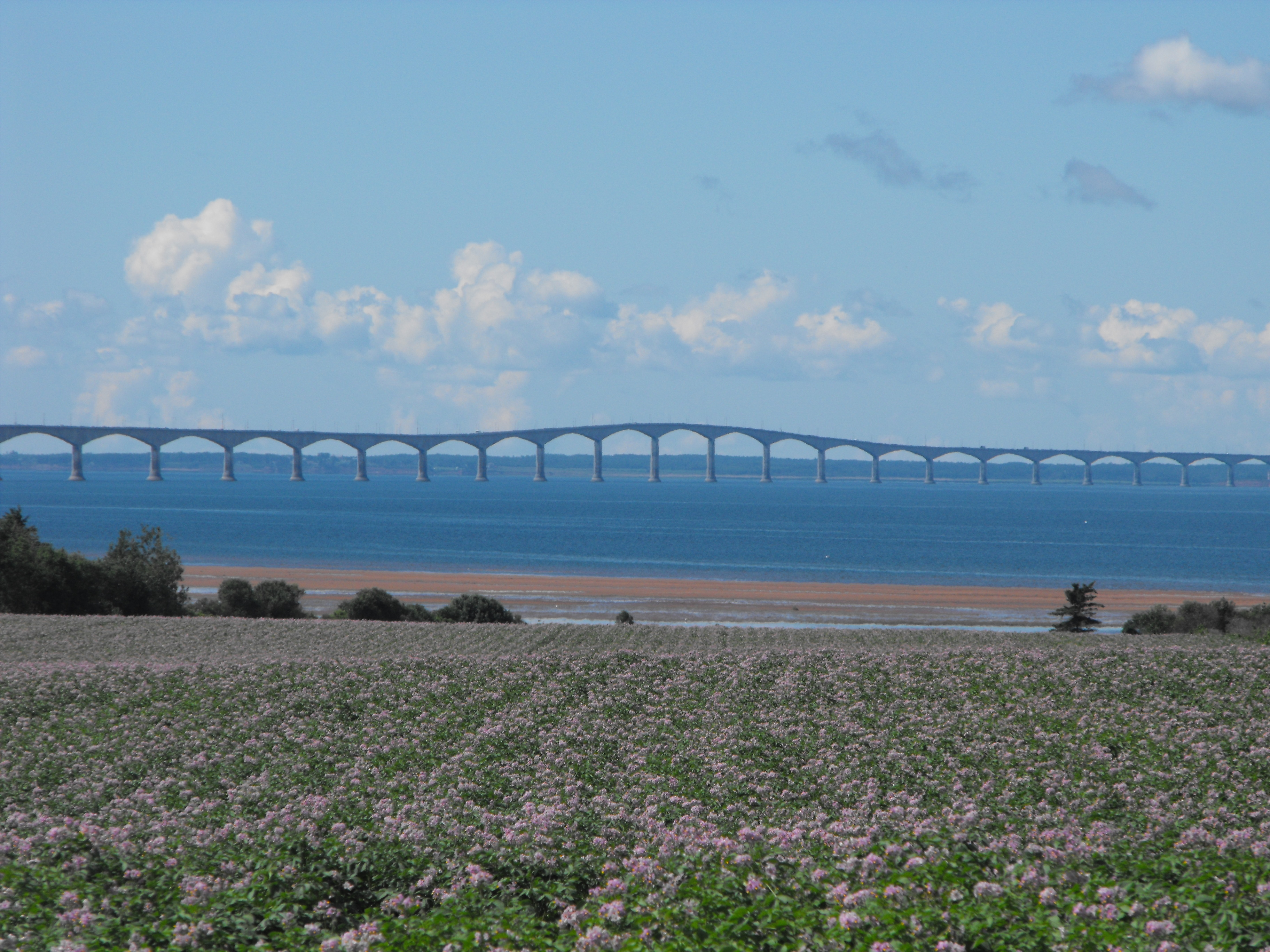
A Konföderáció híd köti össze a szigetet a szárazfölddel

Területe 5660 km², lakossága 138 519 fő, mindkettő alapján ez Kanada legkisebb tartománya. 
Az északi szélesség 46°–47° és a nyugati hosszúság 62°–64° 30′ fokai közti négyszögben helyezkedik el. A Prince Edward-sziget a világ 104. legnagyobb, illetve Kanada 23. legnagyobb szigete.
A Szent Lőrinc-öbölben fekszik, délnyugatről a Northumberland-szoros választja el Új-Brunswicktól és a kanadai szárazföldtől.
Legmagasabb pontja 152 m magas.

## Történelem
A szigetet Jacques Cartier fedezte fel 1534-ben. 1719-ben érkezett az első telepes. Kezdetben francia Acadia része volt. 1745-ben megszállták a brit csapatok. 1873-tól Kanada része. Ebben az időben az angol arisztokrácia kedvelt tartózkodásai helye volt, ahova pályájuk végén, nyugalmat keresve vonultak vissza.

## Népesség

### Legnépesebb települések
| Kép           | Rang | Város         | Megye  | Népesség | Rang | Város           | Megye  | Népesség | Kép          |
| ------------- | ---- | ------------- | ------ | -------- | ---- | --------------- | ------ | -------- | ------------ |
| Charlottetown | 1.   | Charlottetown | Queens | 38 809   | 11.  | Miltonvale Park | Queens | 1 196    | Stratford    |
| Charlottetown | 2.   | Summerside    | Prince | 16 001   | 12.  | Malpeque Bay    | Queens | 1 191    | Stratford    |
| Charlottetown | 3.   | Stratford     | Queens | 10 927   | 13.  | Central Prince  | Prince | 1 129    | Stratford    |
| Charlottetown | 4.   | Three Rivers  | Kings  | 7 883    | 14.  | Kingston        | Queens | 1 111    | Stratford    |
| Charlottetown | 5.   | Cornwall      | Queens | 6 574    | 15.  | Souris          | Kings  | 1 079    | Stratford    |
| Summerside    | 6.   | West River    | Queens | 3 473    | 16.  | Miscouche       | Prince | 992      | Three Rivers |
| Summerside    | 7.   | North Shore   | Queens | 2 500    | 17.  | O'Leary         | Prince | 876      | Three Rivers |
| Summerside    | 8.   | Kensington    | Prince | 1 812    | 18.  | Borden-Carleton | Prince | 788      | Three Rivers |
| Summerside    | 9.   | Belfast       | Queens | 1 687    | 19.  | Tignish         | Prince | 744      | Three Rivers |
| Summerside    | 10.  | Alberton      | Prince | 1 301    | 20.  | Eastern Kings   | Kings  | 687      | Three Rivers |

### Legnépesebb agglomerációk
| Agglomeráció                       | Népesség |
| ---------------------------------- | -------- |
| Charlottetown Census agglomeration | 78 858   |
| Summerside Census agglomeration    | 18 157   |

## Média
A szigetet az 1980-as években az Anne a Zöld Oromból (Anne of Green Gables) című kanadai tévéfilmsorozat, majd az 1990-es években a Váratlan utazás (Road to Avonlea) című kanadai sorozat tette világhírűvé. Mindkét filmes adaptáció a kanadai írónő, Lucy Maud Montgomery regényei alapján készült el.